# Olympische Sommerspiele 1936/Hockey
Bei den XI. Olympischen Spielen 1936 in Berlin wurde ein Hockeyturnier für Herren ausgetragen. Die Sportart hatte an Bedeutung gewonnen und zum ersten Mal in der olympischen Geschichte wurde ein eigenes Hockey-Stadion errichtet.
Auch der übrige Aufwand für das Turnier war beträchtlich. Die Regeln wurden auf Englisch, Französisch und Spanisch übersetzt. Und als die 50 Dutzend Hockeybälle aus Indien, die 14 Tage vor Turnierbeginn eintrafen, vom Präsidenten der FIH Marc Bellin du Coteau für zu schwer und zu groß befunden wurden, bestellte man telefonisch neue Bälle aus England, die mit dem Flugzeug geliefert wurden.

## Turniermodus

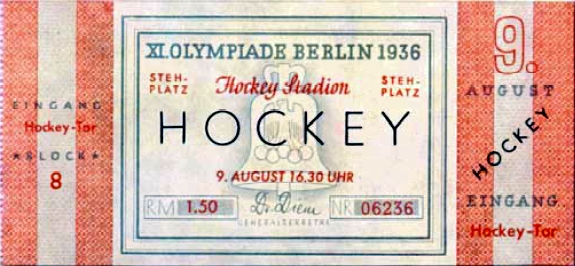
Eintrittskarte (9. August)

Jede der elf gemeldeten Mannschaft sollte wenigstens drei und höchstens sechs Spiele machen. Deshalb wurden drei Gruppen gebildet. Für die Einteilung hatte der Welthockeyverband FIH eine Rangliste erstellt: (1) Indien, (2) Deutschland, (3) Frankreich. Die weitere Reihenfolge ist nicht bekannt. Die Gruppenersten und der Zweite der als stärkste eingeschätzten Gruppe C qualifizierten sich für die Halbfinale, anschließend wurden die Medaillen ausgespielt.
Um den Teams, die sich nicht für das Finale qualifizieren konnten, weitere Spiele zu ermöglichen, wurde eine Trostrunde angesetzt.

## Vorrunde

### Gruppe A
| Platz | Team               | Siege | Unent. | Ndlg. | Tore  | Diff. | Punkte |
| ----- | ------------------ | ----- | ------ | ----- | ----- | ----- | ------ |
| 1.    | Indien             | 3     | 0      | 0     | 20:0  | +20   | 6      |
| 2.    | Japan              | 2     | 0      | 1     | 08:11 | −3    | 4      |
| 3.    | Ungarn             | 1     | 0      | 2     | 04:08 | −4    | 2      |
| 4.    | Vereinigte Staaten | 0     | 0      | 3     | 02:15 | −13   | 0      |

| 5. August  | 16:00 | Indien | Ungarn             | 4:0 (2:0) |
| 5. August  | 16:30 | Japan  | Vereinigte Staaten | 5:1 (2:0) |
| 7. August  | 16:30 | Indien | Vereinigte Staaten | 7:0 (3:0) |
| 8. August  | 18:00 | Japan  | Ungarn             | 3:1 (1:0) |
| 10. August | 16:30 | Indien | Japan              | 9:0 (4:0) |
| 10. August | 18:00 | Ungarn | Vereinigte Staaten | 3:1 (3:0) |

Indien gewann alle Spiele zu Null und qualifizierte sich wie erwartet für das Halbfinale gegen den Zweiten der Gruppe C.

### Gruppe B
| Platz | Team            | Siege | Unent. | Ndlg. | Tore  | Diff. | Punkte |
| ----- | --------------- | ----- | ------ | ----- | ----- | ----- | ------ |
| 1.    | Deutsches Reich | 2     | 0      | 0     | 10:01 | +9    | 4      |
| 2.    | Afghanistan     | 0     | 1      | 1     | 07:10 | −3    | 1      |
| 2.    | Dänemark        | 0     | 1      | 1     | 06:12 | −6    | 1      |

| 4. August | 16:00 | Afghanistan     | Dänemark    | 6:6 (5:4) |
| 6. August | 16:30 | Deutsches Reich | Dänemark    | 6:0 (2:0) |
| 8. August | 18:00 | Deutsches Reich | Afghanistan | 4:1 (1:0) |

Auch Deutschland gewann seine beiden Spiele klar und qualifizierte sich für das Halbfinale gegen den Ersten der Gruppe C.

### Gruppe C
| Platz | Team        | Siege | Unent. | Ndlg. | Tore | Diff. | Punkte |
| ----- | ----------- | ----- | ------ | ----- | ---- | ----- | ------ |
| 1.    | Niederlande | 2     | 1      | 0     | 9:4  | +2    | 5      |
| 2.    | Frankreich  | 1     | 1      | 1     | 4:5  | −1    | 3      |
| 3.    | Schweiz     | 1     | 0      | 2     | 3:6  | −3    | 2      |
| 4.    | Belgien     | 0     | 2      | 1     | 5:6  | −1    | 2      |

| 4. August | 16:30 | Frankreich  | Schweiz    | 1:0 (0:0) |
| 4. August | 18:00 | Niederlande | Belgien    | 2:2 (2:1) |
| 6. August | 16:30 | Niederlande | Schweiz    | 4:1 (2:1) |
| 7. August | 18:00 | Frankreich  | Belgien    | 2:2 (1:2) |
| 9. August | 16:30 | Schweiz     | Belgien    | 2:1 (1:0) |
| 9. August | 18:00 | Niederlande | Frankreich | 3:1 (1:0) |

Die Niederlande und Frankreich qualifizierten sich für das Halbfinale.

## Trostrunde
An der Trostrunde konnten die Teams teilnehmen, die sich nicht für das Halbfinale qualifiziert hatten. Die Spiele hatten zwar keinen Einfluss auf die olympische Rangliste, sie boten den Teilnehmern jedoch weitere Vergleiche ihrer Spielstärken.
| 11. August | Afghanistan | Belgien            | 4:1 (2:1) |
| 11. August | Schweiz     | Dänemark           | 5:1 (4:0) |
| 13. August | Afghanistan | Vereinigte Staaten | 3:0 (2:0) |
| 13. August | Japan       | Dänemark           | 4:1 (1:0) |
| 13. August | Ungarn      | Belgien            | 1:0 (1:0) |

## Finale

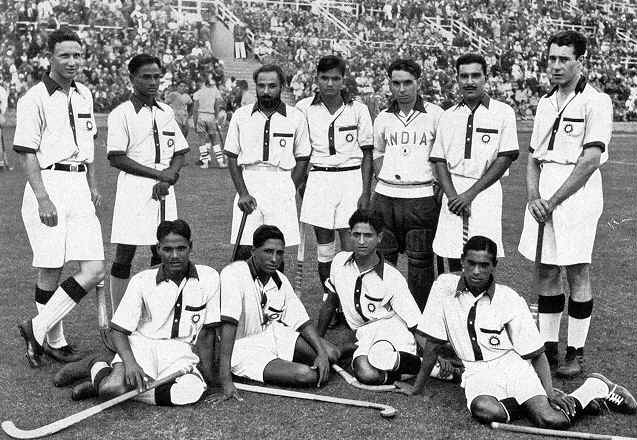
Olympiasieger Indien, stehend zweiter von links der Kapitän „Hockey-Zauberer“ Dhyan Chand

Das Finale war ursprünglich auch für Freitag, 14. August, vorgesehen musste aber wegen starken Regens um einen Tag verschoben werden. In Klammern ist der Halbzeitstand angegeben.
|  | Halbfinale            | Halbfinale           |                       |       | Finale                | Finale                |
|  |                       |                      |                       |       |                       |                       |
|  | Indien                | 10 (4)               |                       |       |                       |                       |
|  | Frankreich            | 0 (0)                |                       |       |                       |                       |
|  | 12. August, 16:30 Uhr |                      |                       |       |                       |                       |
|  |                       |                      | 15. August, 11:00 Uhr |       |                       |                       |
|  | Indien                | 8 (1)                |                       |       |                       |                       |
|  |                       | Deutsches Reich      | 1 (0)                 |       |                       |                       |
|  |                       |                      |                       |       |                       |                       |
|  | Spiel um Platz drei   |                      |                       |       |                       |                       |
|  | 12. August 18:00 Uhr  | 12. August 18:00 Uhr | Niederlande           | 4 (2) |                       |                       |
|  | Deutsches Reich       | 3 (1)                | Frankreich            | 3 (1) |                       |                       |
|  | Niederlande           | 0 (0)                |                       |       | 14. August, 16:30 Uhr | 14. August, 16:30 Uhr |

## Abschlussplatzierungen
| | | | 4 |
| Indien | Deutschland | Niederlande | Frankreich |
| --- | --- | --- | --- |
| Richard James Allen Dhyan Chand Ali Dara Lionel Emmett Peter Fernandes Joseph Galibardy Earnest Goodsir-Cullen Mohammed Hussain Sayed Jaffar Ahmed Khan Ahsan Khan Mirza Masood Cyril Michie Baburao Nimal Joseph Phillips Shabban Shahab-ud-Din Gurcharan Singh Grewal Roop Singh Carlyle Tapsell | Hermann Auf der Heide Ludwig Beisiegel Erich Cuntz Karl Dröse Alfred Gerdes Werner Hamel Harald Huffmann Erwin Keller Herbert Kemmer Werner Kubitzki Paul Mehlitz Carl Menke Fritz Messner Detlef Okrent Heinrich Peter Heinz Raack Carl Ruck Hans Scherbart Heinz Schmalix Tito Warnholtz Kurt Weiß Erich Zander | Ernst van den Berg Pieter Gunning Rudolf van der Haar Inge Heijbroek Tonny van Lierop Hendrik de Looper Jan de Looper Aat de Roos Hans Schnitger René Sparenberg Rein de Waal Max Westerkamp | Guy Chevalier Emmanuel Gonat Joseph Goubert Claude Gravereaux Félix Grimonprez Ettienne Guibel Guy Hénon Charles Imbault Paul Imbault Marcel Lachmann Claude Roques Jean Rouget Paul Sartorius Claude Soulé Raymond Tixier François Verger Michel Verkindère Anatole Vologe |
| 5 | | | |
| Afghanistan | Belgien | Dänemark | Japan |
| Schweiz | Ungarn | Vereinigte Staaten | |